# Sanktuarium w Oropie

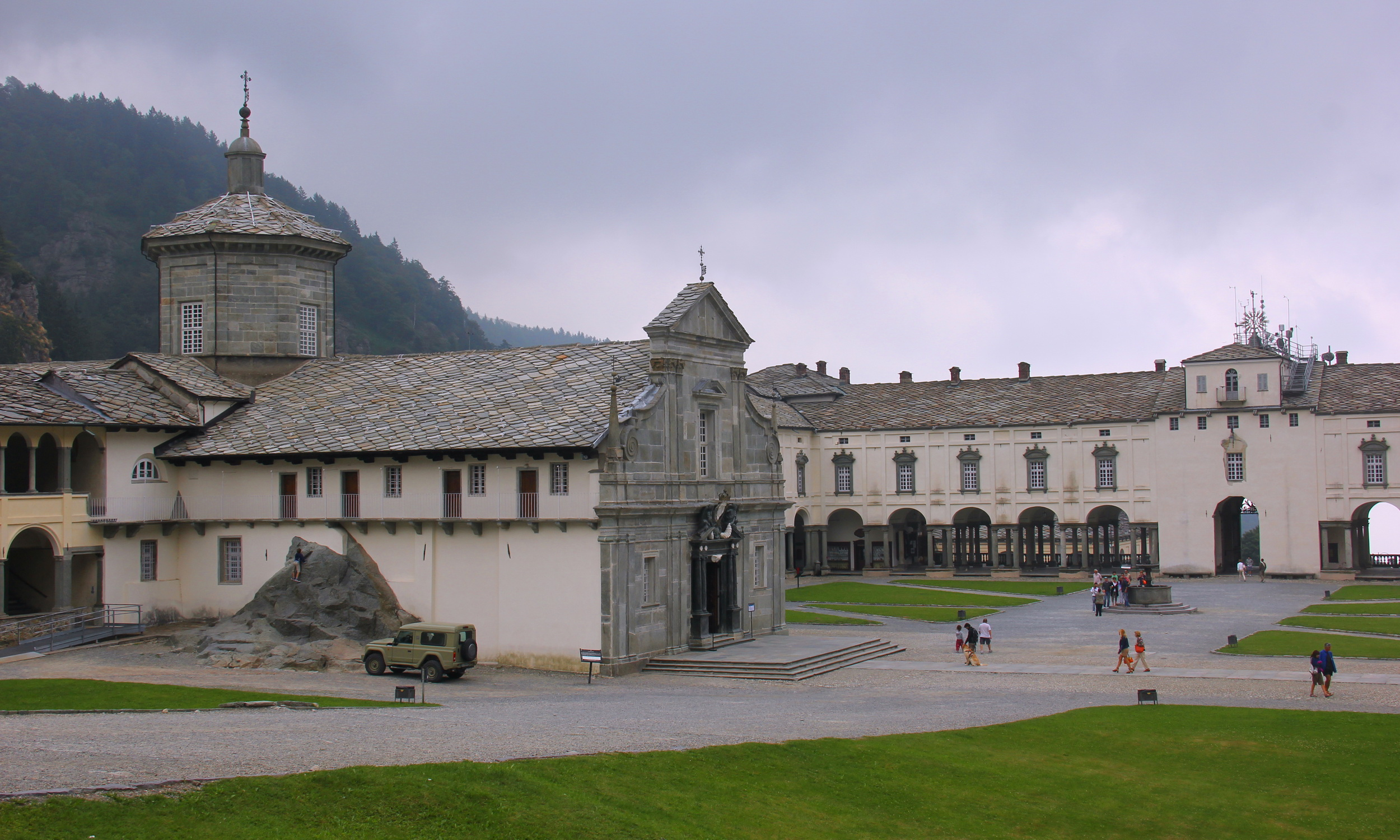
Stara Bazylika

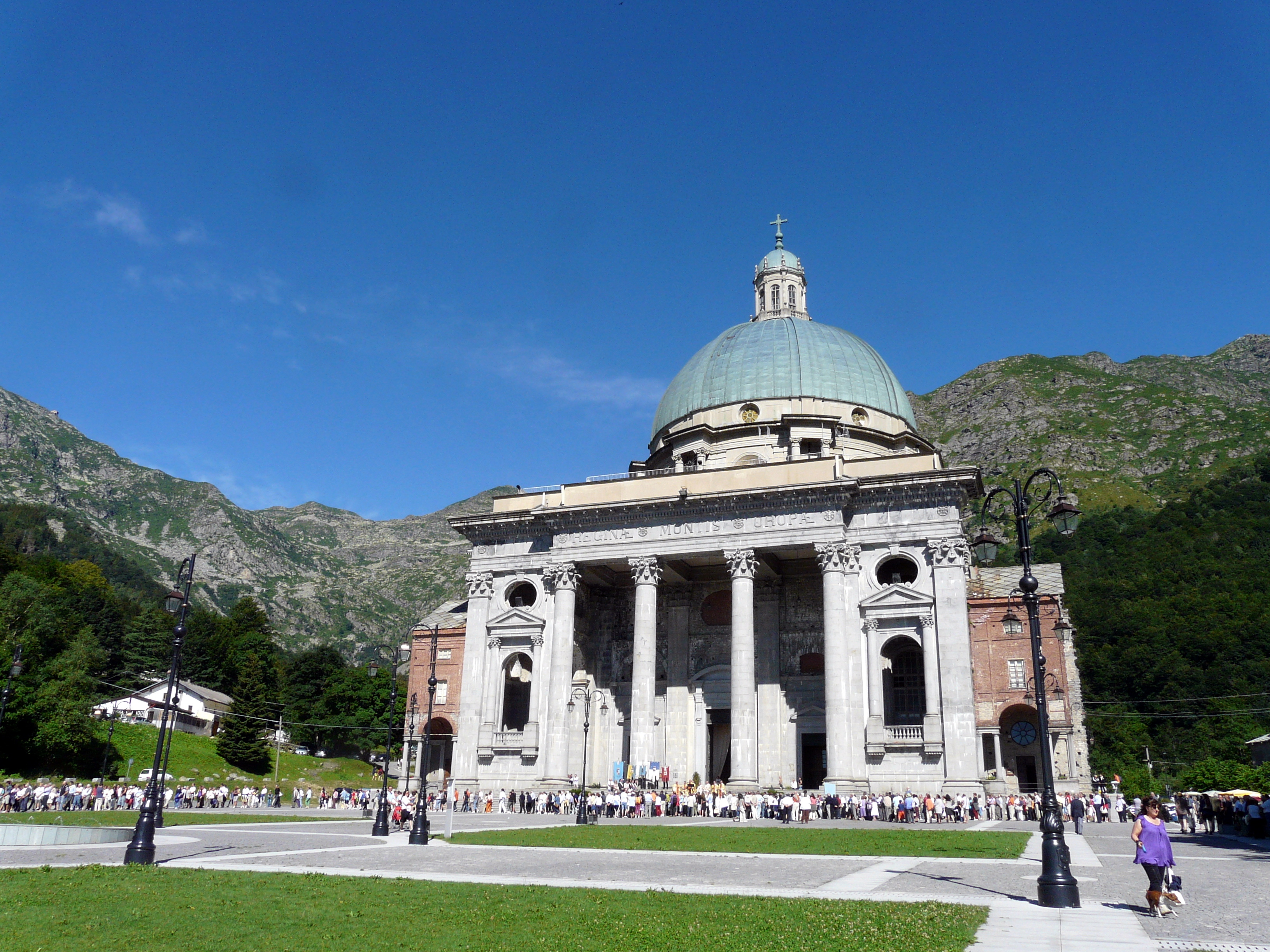
Bazylika Górna

Sanktuarium w Oropie – zespół budynków kościelnych położonych w gminie Biella. Jest położone na wysokości 1159 m n.p.m. w małej alpejskiej dolinie.
Sanktuarium w Oropie często odwiedzał bł. Pier Giorgio Frassati. Obraz z wizerunkiem błogosławionego znajduje się w kaplicy bocznej starej części Sanktuarium (Stara Bazylika).

## Historia
Zgodnie z legendą, czarna drewniana figura Maryi wyrzeźbiona przez Św. Łukasza Ewangelistę została znaleziona w Jerozolimie przez św. Euzebiusza i przywieziona do Oropy w IV w. Została umieszczona w małej wnęce skalnej. W średniowieczu przy figurze wybudowano pierwszy kościół, który w XVII w. został zastąpiony istniejącą do dziś bazyliką (tzw. Stara Bazylika). W następnych wiekach dobudowano jeszcze dwa budynki, w tym apartamenty królewskie rodu Savoy, wielką bibliotekę oraz Bramę Królewską, dzieło sztuki zaprojektowane przez architekta Filippo Juvarra w XVIII w.
Jako ostatnia do kompleksu została dobudowana Bazylika Górna, wielki kościół, który powstawał w latach 1885-1960. Został on postawiony, aby móc przyjąć rzesze pielgrzymów przybywające na to miejsce. Kopuła ma 80 m wysokości, a kościół mieści 3000 osób.
W 1957 zespół sanktuaryjny został ogłoszony bazyliką mniejszą.

## Cel pielgrzymów
Około 800 tys. pielgrzymów odwiedza co roku to miejsce.